# Fondazione e Impero
Fondazione e Impero è un romanzo di fantascienza di Isaac Asimov del 1945; è il secondo volume della Trilogia della Fondazione, formata dai primi tre romanzi dell'omonimo Ciclo. Come Fondazione, Fondazione e Impero è apparso in prima edizione come racconti sulla rivista Astounding Stories (1945), per poi essere raccolto, nel 1952, come volume unico sotto il titolo di Foundation and Empire. In Italia è noto anche con il titolo Il crollo della Galassia Centrale, dovuto alla sua prima pubblicazione nella collana Urania.
Il Mulo (The Mule), seconda parte del romanzo, ha vinto nel 1996 il premio retro Hugo per il miglior romanzo 1946.
Suddiviso in due parti, per un totale di 26 capitoli, il romanzo, come già Prima Fondazione, presenta al suo interno alcuni estratti dall'Enciclopedia Galattica.

## Titoli originali
- Dead Hand (aprile 1945), The General (edizione in volume, 1952)
- The Mule (novembre-dicembre 1945)

## Trama
Il libro è diviso in due parti. Nei suoi primi 150 anni di vita, la Fondazione deve affrontare alcune Crisi Seldon, ognuna delle quali traccia la strada verso il Secondo Impero. Sotto Hober Mallow c'è un primo ed indiretto confronto con l'Impero Galattico, ma il consolidarsi della posizione economica sotto questo sindaco conduce inevitabilmente ad un confronto aperto e diretto con l'Impero ormai decadente.

### Prima Parte
Il giovane generale dell'Impero Bel Riose, ansioso di farsi notare con battaglie e guerre di conquista, viene mandato a mantenere l'ordine sui pianeti della periferia. Tra questi c'è Siwenna, il pianeta dove, anni prima, era atterrato Hober Mallow nella sua incursione segreta nei territori imperiali. Alle orecchie di Riose sono giunte le voci di alcuni "maghi" che riescono a compiere prodigi incredibili e che presto potrebbero creare un Secondo Impero, più forte di quello attuale. Per trovare conferma a tali parole, Riose si rivolge a Ducem Barr, figlio di Onum Barr, incontrato da Mallow nella sua vecchia visita. Barr gli confermò l'esistenza della Fondazione e del Progetto Seldon, ovvero quel piano che sta alla base dei successi e dell'invincibilità della Fondazione stessa. Riose, però, ben lungi dal credere nell'esistenza di tale piano, o almeno nella sua affidabilità, inizia a conquistare sempre più pianeti, avvicinandosi sempre più a Terminus, il pianeta della Fondazione. Nel frattempo Barr prova a convincerlo dell'inevitabilità della sconfitta, ma Riose continua nella sua cauta avanzata. Durante tale avanzata cattura, con estrema facilità, il mercante Lathan Devers, che alla fine si rivelerà essere una spia della Fondazione, mandato sulla nave ammiraglia delle forze imperiali per provare a bloccare, o almeno rallentare l'avanzata del generale. Il compito di Devers sembra semplificato dall'arrivo di Brodrig, consigliere fidato di Cleon II, il malato e morente Imperatore attuale. Devers, infatti, prospetta a Brodrig dei facili guadagni e soprattutto una facile ascesa al trono. L'avido consigliere di Cleon II, che in un primo momento non vedeva di buon occhio il giovane Riose, allettato dalle possibili ricchezze, si allea con quest'ultimo e chiede, ottenendoli, dei rinforzi all'Imperatore. La situazione si fa difficile: Riose scopre che Barr e Devers stanno utilizzando dei sistemi particolari per non far tracciare i loro pensieri e cerca di metterli alle strette, ma un'azione disperata del vecchio Barr consente loro di fuggire. I due, a bordo della veloce astronave del mercante, si dirigono verso Trantor, il pianeta imperiale, per cercare di entrare in contatto con Cleon II e dirgli che Riose e Brodrig si sono alleati per detronizzarlo. I due non ci riescono, ma comunque è lo stesso Imperatore a richiamare Riose e Brodrig e a farli giustiziare per tradimento. Barr spiega in seguito che la situazione politica dell'Impero rendeva inevitabile questo sviluppo, come previsto dal Piano Seldon, dato che un Imperatore che vuole mantenere il trono non può tollerare che un generale sotto il suo comando diventi troppo potente e possa mirare a usurpare la corona imperiale. Alla fine Barr e Devers vengono decorati come eroi per il contributo dato alla vittoria finale, ma le ultime parole di Devers sembrano presagire la nuova Crisi Seldon in procinto di verificarsi.

### Seconda Parte
Sono passati circa 80 anni dalla minaccia dell'Impero ai danni della Fondazione e una nuova Crisi è prossima. La situazione economica e sociale nella Fondazione è abbastanza difficile. La carica di Sindaco, a causa del colpo di mano di Indbur, è diventata ereditaria: l'attuale Sindaco, infatti, è suo nipote e riesce a conservare la sua carica soprattutto grazie ad una complicatissima burocrazia. Il potere economico, poi, è nelle mani di una ristretta élite di industriali, tagliando fuori dai guadagni i Mercanti Indipendenti, che vedono nell'ormai morto Devers un modello (nei suoi ultimi anni di vita, infatti, ha combattuto le ingiustizie della Fondazione ricevendo in cambio la prigionia), e larghe fette della popolazione dei pianeti confederati. Tra i ribelli sono da annoverare Fran e Randu Darell, padre e zio di Toran Darell, che ha appena sposato Bayta, giovane della Fondazione. Con la sua novella sposa, Toran si reca su Haven, pianeta indipendente e sua casa d'origine. Fran e Randu, infatti, stanno organizzando una rivolta dei Mercanti contro la Fondazione, ma devono innanzitutto capire quali sono le intenzioni di un nuovo conquistatore che sta avanzando verso Terminus e, soprattutto, se possono utilizzarlo per far cadere gli attuali capi. Le voci che corrono su questo invincibile essere sono poche: si sa solo che è un abile stratega e che è stato in grado di conquistare Kalgan, un pianeta indipendente, senza utilizzare nemmeno un'arma. Si fa chiamare semplicemente il Mulo.
Poiché Toran e Bayta non sono stati in luna di miele, Randu e Fran li invitano ad andare su Kalgan, per prendere contatto con il Mulo e cercare di portarlo dalla parte dei mercanti. Giunti su Kalgan, mentre si stanno godendo il riposo, si imbattono nel Magnifico Giganticus, buffone del Mulo stesso, sfuggito al suo padrone e protetto coraggiosamente dalla coppia di sposini contro le guardie del Mulo che volevano riportarlo alla corte del loro generale. Scampato questo pericolo, i tre fanno, durante la notte, la conoscenza di Han Pritcher, generale della Fondazione e aderente al segreto Partito Democratico, che sta cercando proprio Magnifico, poiché gli può essere molto utile per capire chi sia il nuovo nemico della Fondazione. Da Magnifico si viene, quindi, a sapere che il Mulo è un mutante, alto e possente, in grado di uccidere con il solo sguardo. Pritcher, allora, per avvisare del pericolo la Fondazione, decide di fare rotta verso Terminus.
Nel frattempo, sul pianeta della Fondazione, Ebling Mis, scienziato e unico a potersi permettere di trattare confidenzialmente il sindaco Indbur, gli assicura di aver capito quale sia il periodo della prossima Crisi Seldon. Il sindaco, allora, decide di organizzare una grande riunione della popolazione nella Volta del Tempo, cui partecipano sia Bayta, sia Toran e sia Magnifico. Il povero clown, infatti, grazie al Visisonor, un particolare strumento capace di trasformare i suoni in emozioni, stava riscuotendo un certo successo, ma non poté dimostrare la sua abilità all'assemblea riunita a causa dell'attacco definitivo del Mulo. Inoltre, poco prima dell'attacco, l'immagine di secoli prima di Seldon stava parlando di tutt'altra crisi (la rivolta dei mercanti, mai partita a causa dell'invasione del mutante), poiché le azioni individuali non sono prevedibili dalla psicostoria. Il Mulo, così, sconfigge definitivamente la Fondazione e gli unici pianeti che gli si oppongono sono quelli indipendenti, dove si vanno a rifugiare Bayta, Toran, Magnifico e Mis. Giunti su Haven ognuno di loro si dà da fare come può: Bayta lavora in fabbrica, Magnifico fa una serie di concerti, Mis studia le carte per capire come sconfiggere il Mulo e soprattutto come chiedere l'aiuto della Seconda Fondazione, Randu cerca di organizzare al meglio la resistenza, ma ancora una volta la popolazione è presa da un profondo e grande sconforto, che gli impedisce di respingere l'attacco finale delle forze del Mulo e quindi di cadere in balia del suo esercito. Ancora una volta Bayta e i suoi amici sono costretti a scappare, questa volta dirigendosi verso Trantor per cercare di andare nella sua biblioteca e scoprire più cose possibili sulla Seconda Fondazione, di cui si conosce solo un vago accenno di Seldon stesso risalente ad una delle prime crisi.
I quattro amici, però, non riescono a raggiungere direttamente il pianeta e passano, prima per il nuovo pianeta imperiale, Neotrantor, dove risiede l'attuale Imperatore, Dagobert IX, per ottenere da questi un permesso per visitare le biblioteche imperiali su Trantor. Il monarca oramai anziano, non più lucido - convinto addirittura del vassallaggio di Anacreon - è insidiato dal figlio, il principe Dagobert X, che, spalleggiato dalle guardie imperiali, pone in stato di arresto i quattro e tenta di violentare Bayta. Magnificus uccide gli aguzzini utilizzando il Visisonor e prosegue la fuga verso Trantor.
Prima di giungere su ciò che resta dell'ex capitale dell'Impero, l'astronave oramai ribattezzata in onore di Bayta, incrocia una pattuglia da un fantomatico sistema chiamato Filia. Toran e Magnifico vengono convocati uno ad uno nell'astronave per presto essere rilasciati. I quattro giungono finalmente su Trantor, oramai un cumulo di rovine tra le quali si disseminano estese coltivazioni. Ebling Mis inizia la strenua ricerca nell'antica e ricchissima biblioteca imperiale misteriosamente risparmiata dalle razzie. Come sospinto da una forza misteriosa Mis si consuma nel duro lavoro debilitandosi profondamente nel fisico. Il gruppo è oramai alle strette, ricevendo la visita lampo di un Han Pritcher convertito ed oramai fedele al suo mortale nemico (il potere derivante dalla mutazione del mulo consiste per l'appunto nel riuscire ad influenzare lo stato emotivo delle persone, fino alla conversione). Prima che possa finalmente rivelare l'ubicazione della Seconda Fondazione, Mis viene ucciso da Bayta. La donna infatti, entrata nel cuore di Magnifico, è l'unica non convertita e controllata mentalmente, al contrario di Toran, Mis e Pritcher, in quanto il clown, come ella ha intuito da tempo, altri non è che il Mulo.

## Edizioni
- Isaac Asimov, Foundation and Empire, 1952.
- Isaac Asimov, Il crollo della Galassia Centrale, traduzione di Cesare Scaglia, collana Urania (collana) n° 329 bis, Arnoldo Mondadori Editore, 1964,  p. 195.
- Isaac Asimov, Fondazione e Impero, traduzione di Cesare Scaglia, collana Classici Urania n° 207, Arnoldo Mondadori Editore, 1994,  p. 225.
- Isaac Asimov, Fondazione e Impero, traduzione di Cesare Scaglia, collana Oscar Grandi Classici n° 92, Arnoldo Mondadori Editore, 2004,  p. 216, ISBN 88-04-52864-8. Il volume è intitolato Trilogia della Fondazione e contiene anche Fondazione e Seconda Fondazione.